# Khyab-Pa
Khyab-Pa var i den förbuddhistiska tibetanska mytologin en demon som motverkade den religiöse ledaren Gshen-Rab. Denne senare lyckades dock omvända Khyab-Pa genom att imponera med sina asketiska klosterregler. Detta blev ett föredöme för Gshen-Rabs efterföljare.